# Methona mystica
Methona mystica är en fjärilsart som beskrevs av Jose Francisco Zikán 1931. Methona mystica ingår i släktet Methona och familjen praktfjärilar. Inga underarter finns listade i Catalogue of Life.